# Küssaberg
Küssaberg är en kommun i Landkreis Waldshut i regionen Schwarzwald-Baar-Heuberg i Regierungsbezirk Freiburg i förbundslandet Baden-Württemberg i Tyskland. 
Kommunen bildades 1 januari 1973 genom en sammanslagning av kommunerna Dangstetten, Kadelburg, Küßnach, Reckingen och Rheinheim följt 1 januari 1975 av Bechtersbohl.
Kommunen ingår i kommunalförbundet Küssaberg tillsammans med kommunen Hohentengen am Hochrhein.